# M30 107mm迫撃砲
M30 107mm迫撃砲（M30 107mm mortar）は、アメリカ製の砲口装填式重迫撃砲であり、口径は107mm（4.2インチ）である。

## 概要
M30迫撃砲は、M2 107mm迫撃砲の後継として開発された。朝鮮戦争中の1951年に制式採用され、ベトナム戦争にも投入された。
M30迫撃砲はM2迫撃砲と同一の砲弾を使用する（このため、M30の砲身にはライフリングが刻まれている）が、M2迫撃砲よりも砲身が長いため射程も延伸されたほか、砲重量がM2迫撃砲の約2倍になったため、砲撃時の安定性も向上した。
底盤は円形のものが採用され、砲身および支持脚とは専用のローテーターを介して接続される。これにより、360度の全周囲旋回が可能となった。
しかし、この重量増加により設営や人力での運搬が困難になったため、移動時には分解したうえでM416A1 1/4t トレーラーに搭載し、ジープで牽引する必要がある。
さらに、機甲・機械化歩兵部隊向けに、M113装甲兵員輸送車の兵員室にM30迫撃砲とその砲弾を搭載したM106自走迫撃砲も製造された。
しかし、アメリカ陸軍では1990年にイスラエル製ソルタムK6 120mm迫撃砲をライセンス生産したM120 120mm 迫撃砲に更新されて退役したほか、多くの国で120mm迫撃砲への更新が実行ないし計画されている。

## 採用国
- アメリカ - 陸軍で運用。M106自走迫撃砲も運用する。M120/M121 120mm迫撃砲に更新され退役。
- 大韓民国 - 陸軍および海兵隊で使用。陸軍ではK242自走迫撃砲[2]、海兵隊ではK532自走迫撃砲（Bv.206の後部車体に搭載）[3]をそれぞれ運用する。ヒュンダイWIAにて、KM30の名でライセンス生産されている[4]。
- 中華民国（台湾） - 1969年から61兵工廠でライセンス生産され1970年に62式4.2英寸迫擊砲として正式採用。CM-22自走迫撃砲[5]にも搭載される。63式120mm迫撃砲へ更新中。
- フィリピン
- ギリシャ - M106A1/A2自走迫撃砲も運用。
- ブラジル
- パラグアイ
- ボリビア - 2024年時点で、ボリビア陸軍が数量不詳のM30を保有[6]。
- コロンビア
- ドミニカ共和国 - 2024年時点で、ドミニカ共和国陸軍が4門のM30を保有[7]。
- エクアドル
- オマーン - 2023年時点で、オマーン陸軍が20門のM30を保有[8]。

## 諸元・性能
諸元
- 種別: 迫撃砲
- 口径: 107mm
- 砲身長: 1,524mm
- 重量: 305kg

性能
- 有効射程: 770-6,800m
- 発射速度: 18発/分（最大）, 3発/分（持続）

砲弾・装薬
- 弾薬: 107mm迫撃砲弾・装薬

- 使用弾薬: 下記の各砲弾：
  - M329A1榴弾 - 最大射程：5,650m, 重量：12.3kg
  - M329A2榴弾 - 最大射程：6,800m, 重量：10kg
  - M34A1榴弾 - 最大射程：4,620m, 重量：12.2kg